# Tambov oblast
Tambov oblast (russisk: Тамбо́вская о́бласть, tr. Tambovskaja oblast) er en af 46 oblaster i Den Russiske Føderation. Oblasten har et areal på 34.462 km² og 1.050.295(2016) indbyggere. Det administrative center i oblasten ligger i byen Tambov (russisk: Тамбов), der har 288.414(2016) indbyggere. Den næststørste by i oblasten er Mitjurinsk (russisk: Мичуринск) med 94.741(2016) indbyggere.

## Historie
Den ældste kendte befolkning i Tambovområdet, morvinerne, udgjorde en nation af lokale etniske grupper fra det 6. århundrede fvt. De første russiske bosættere ankom i den præ-mongolske periode, men den endelige bosætning skete først i 1600-tallet. For at beskytte det sydlige Ruslands grænser mod tatarernes angreb og videreudvikle sortjordsregionen, grundlagde den russiske regering de befæstede byer Kozlov (1635) og Tambov (1636). Byerne beskyttede de vigtigste veje tatarerne benyttede til angreb ind i Rusland og banede vejen for en hurtig bosætning af regionen.

## Geografi
Tambov oblast ligger i sydlige del af den Østeuropæiske Slette i den europæiske del af Rusland og er en del af det centrale føderale distrikt og
en del af den centrale sortjords økonomiske region. Oblasten har grænser til Rjasan oblast mod nordøst Pensa oblast mod sydøst, Saratov oblast mod syd og Voronezj oblast og Lipetsk oblast mod vest.

## Økonomi
Maskinfremstilling og kemiskindustri er de vigtigste industrigrene. I landbruget dominerer husdyrshold: kvægavl, fårhold, svinproduktion og kyllinger er de vigtigste produkter.
Den sydøstlige jernbane, der forbinder de centrale dele af Rusland med de sydlige regioner, går igennem Mitjurinsk.